# Contea di Greene (Arkansas)
La contea di Greene, in inglese Greene County, è una contea dello Stato dell'Arkansas, negli Stati Uniti. La popolazione al censimento del 2000 era di 37 331 abitanti. Il capoluogo di contea è Paragould. Il nome le è stato dato in onore del generale Nathanael Greene.

## Geografia fisica
La contea si trova nella parte nord-orientale dell'Arkansas. L'U.S. Census Bureau certifica che l'estensione della contea è di 1501 km², di cui 1496 km² composti da terra e i rimanenti 5 km² composti di acqua.

### Contee confinanti
- Contea di Clay (Arkansas) - nord
- Contea di Dunklin (Missouri) - est
- Contea di Craighead (Arkansas) - sud
- Contea di Lawrence (Arkansas) - sud-ovest
- Contea di Randolph (Arkansas) - nord-ovest

### Principali strade ed autostrade
- U.S. Highway 49
- U.S. Highway 412
- Highway 34
- Highway 69
- Highway 90

## Storia
La Contea di Greene venne costituita il 5 novembre 1833.

## Città e paesi
- Delaplaine
- Lafe
- Marmaduke
- Oak Grove Heights
- Paragould